# سفارة الصين الشعبية لدى البحرين
سفارة الصين الشعبية لدى البحرين هي البعثة الدبلوماسية لجمهورية الصين الشعبية لدى مملكة البحرين، وتقع بالعاصمة المنامة.